# Herbert Millberger
Herbert Millberger (* 22. Juni 1911 in Aub; † unbekannt) war ein deutscher Mediziner.

## Leben
Er besuchte die Oberrealschule und legte 1931 das Abitur in Passau ab. Danach studierte er Medizin bis 1936 an der Universität München. Millberger trat zum 1. Mai 1933 der NSDAP bei (Mitgliedsnummer 2.551.397). 1938 promovierte er in München zum Dr. med. Das Thema seiner 44-seitigen medizinischen Dissertation lautete Über aktive Kombinationsimmunisierung und erschien in Würzburg in Druck. In jener Zeit war er Assistent am Hygienischen Institut der Universität Würzburg und gleichzeitig Hilfsarzt der Hitler-Jugend. Im Januar 1939 wurde er Abteilungsleiter bei der Reichsjugendführung im Amt für Gesundheitsführung. Vom September 1939 bis Februar 1940 nahm er aktiv am Zweiten Weltkrieg teil und wurde im Anschluss als Hilfsarzt in Warschau eingesetzt. 1942 übernahm er die Leitung der Fleckfieber-Untersuchungsstelle in Radom. Später war er an verschiedenen Standorten in der besetzten Sowjetunion eingesetzt.
Am 7. Februar 1955 habilitierte er sich an der FU Berlin. Das Thema seiner Habilschrift lautet Neuere Ergebnisse der Infektionspathologie im Lichte der Affinitätstheorie.